# 奧穆利亞赫灣

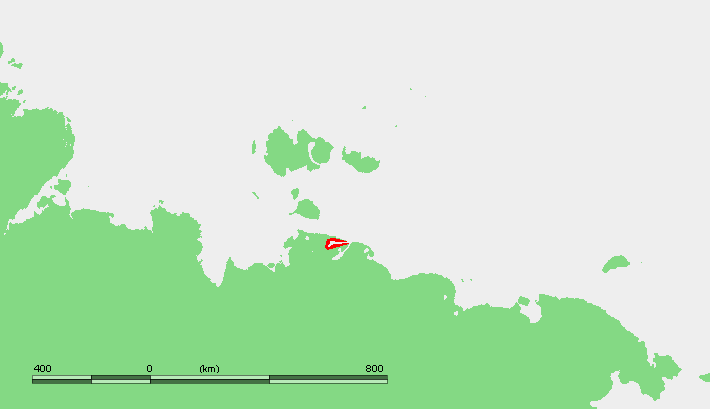

奧穆利亞赫灣是俄羅斯的海灣，由薩哈共和國負責管轄，位於赫羅馬灣以北40公里的東西伯利亞海西南部，長115公里、寬25公里，湖泊和沼澤佈滿該地區。

## 外部連結
- Location （页面存档备份，存于）
- YakutiaToday.Com - Geography of the Sakha Republic (Yakutia) （页面存档备份，存于）

72°20′00″N 145°16′00″E / 72.3333°N 145.2667°E